# فیزیولوژی مقایسه‌ای
فیزیولوژی مقایسه‌ای یا فیزیولوژی تطبیقی (به انگلیسی: Comparative physiology)، زیرشاخه‌ای از فیزیولوژی است که به مطالعه و بهره‌برداری از تنوع ویژگی‌های عملکردی در انواع گوناگون جانداران می‌پردازد. ارتباط نزدیکی با فیزیولوژی تکاملی و فیزیولوژی محیطی دارد. بسیاری از دانشگاه‌ها دوره‌های کارشناسی را ارائه می‌دهند که جنبه‌های مقایسه‌ای فیزیولوژی جانوران را پوشش می‌دهد. به گفته کلیفورد لاد پروسر، «فیزیولوژی تطبیقی نه آنقدر رشد کرده‌است که یک رشته تعریف شده باشد، بلکه یک دیدگاه و یک فلسفه است.»